# Outstanding Structure Award
 Outstanding Structure Award je nagrada, ki jo je podeljuje Mednarodno združenje za mostove in inženirske konstrukcije inženirjem, projektantom, izvajalcem in lastnikom kot priznanje za najbolj izjemno, inovativno, kreativno ali drugače spodbudno konstrukcijo zaključena v zadnjih nekaj letih.
Nagrada je v obliki plošče, ki se lahko pritrdi na izbrano konstrukcijo. Vsako leto od leta 2000 dalje je bila podeljena ena ali več nagrad.

## Prejemniki
| Leto  | Prejemnik                                                       | Slika |
| ----- | --------------------------------------------------------------- | ----- |
| 2019  | Most čez kanal in reko Mersey, Halton, Halton, VB               |       |
| 2018  | Most Yavuza Sultana Selima, Carigrad, Turčija                   |       |
| 2017  | Phoenix Centre, Peking, Kitajska                                |       |
| 2016  | Šanghajski stolp, Šanghaj, Kitajska                             |       |
| 2015  | Nadomestni most San Francisco – Oakland Bay, San Francisco, ZDA |       |
| 2014  | Most Taizhou Jangce, provinca Jiangce, Kitajska                 |       |
| 2013  | Londonski velopark, London, Velika Britanija                    |       |
| 2012  | Estadio Ciudad de La Plata, La Plata, Argentina                 |       |
| 2011  | Stolp Burdž Kalifa, Dubaj, Združeni arabski emirati             |       |
| 2010: | Nacionalni plavalni center, Peking, Kitajska                    |       |
| 2009  | Cerkev Svete Trojice, Fátima, Fatima, Portugalska               |       |
| 2009  | Most treh dežel, Weil na Renu, Nemčija in Huningue, Francija    |       |
| 2008  | Opera København, København, Danska                              |       |
| 2008  | Most Lupu, Šanghaj, Kitajska                                    |       |
| 2007  | Nova streha na Commerzbank-Arena, Frankfurt, Nemčija            |       |
| 2006  | Glavna avtobusna postaja Hamburg, Nemčija                       |       |
| 2006  | Most Rio-Antirrio, Grčija                                       |       |
| 2006  | Viadukt Millau, Francija                                        |       |
| 2005  | Most Gateshead Millennium, Velika Britanija                     |       |
| 2004  | Milwaukee Art Museum prizidek, Milwaukee, Wisconsin, ZDA        |       |
| 2004  | Letališče Madeira razširitev, Madeira, Portugalska              |       |
| 2003  | Bibliotheca Alexandrina, Aleksandrija, Egipt                    |       |
| 2003  | Most Bras de la Plaine, Reunion, Francija                       |       |
| 2002  | Most Miho Museum, Kjoto, Japonska                               |       |
| 2002  | Stade de France, Pariz, Francija                                |       |
| 2002  | Most Øresund, Danska – Švedska                                  |       |
| 2001  | Guggenheimov muzej, Bilbao, Španija                             |       |
| 2001  | Most Sunniberg, Klosters, Švica                                 |       |
| 2000  | Steklena dvorana Leipziškega sejma, Nemčija                     |       |
| 2000  | Poslovna stavba Keyence Corporation, Osaka, Japonska            |       |